# Bulbophyllum rufilabrum
Bulbophyllum rufilabrum é uma espécie de orquídea (família Orchidaceae) pertencente ao gênero Bulbophyllum. Foi descrita por Charles Samuel Pollock Parish e Joseph Dalton Hooker em 1890.